# 阿米利亞島
阿米利亞島是美國的島嶼，位於太平洋海域，屬於阿留申群島的一部分，由阿拉斯加州負責管轄，長74公里、寬14公里，面積445平方公里，是該國第36大島嶼，最高點海拔高度616米，島上無人居住。
52°04′43″N 173°31′42″W / 52.07861°N 173.52833°W